# Tsotscho Bojadschiew
Tsotscho Bojadschiew (auch Tzotcho Boiadjiev, bulgarisch Цочо Бояджиев; * 25. September 1951 in Trojan, Bulgarien) ist ein bulgarischer Philosophiehistoriker.
Bojadschiew besuchte die Oberschule in Lowetsch und studierte von 1970 bis 1976 an der Universität Sofia. 1980 wurde er dort promoviert, 1990 habilitiert. 1988 forschte er mit einem Stipendium der Alexander-von-Humboldt-Stiftung an der Universität Tübingen. Er lehrt als Professor für Geschichte der antiken und mittelalterlichen Philosophie an der Universität Sofia.
Seit 2005 ist Bojadschiew auswärtiges Mitglied der Akademie gemeinnütziger Wissenschaften zu Erfurt.

## Veröffentlichungen
- Die Nacht im Mittelalter. Königshausen und Neumann, Würzburg 2003, ISBN 3-8260-2386-2.
- Die frühgriechische Philosophie als Phänomen der Kultur. Königshausen und Neumann, Würzburg 1995, ISBN 978-3-8260-1110-8.